# アシャンティの伝統的建築物群
アシャンティの伝統的建造物群は、ガーナにあるユネスコの世界遺産（文化遺産）登録物件のひとつ。
ガーナ第二の都市クマシ近郊のアシャンティ州内に存在する。

## 概要
アシャンティ州のクマシ近郊は、17世紀から19世紀にかけてこの地方を支配したアシャンティ王国の中心地であり、アシャンティ人の伝統文化を伝える貴重な建造物群が現存する。そのうちの10件の神殿を含む13の建造物群が、1980年に世界遺産に登録された。
現在に伝わるアシャンティの伝統建築は、20世紀初頭までのイギリスとの戦争のなかでオリジナルの大半が失われたため、その多くが20世紀以降に再建されたものである。
現存するのは神殿建築がほとんどであり、その基本構造は中庭を取り囲むように建てられている。建材には泥やヤシの葉が用いられており、これらの建材や建築法は、通風性にも優れた構造になっている。また、アシャンティの伝統建築には、人や動物を象った美しい木彫りや泥のレリーフがあることも特徴的である。

## 登録基準
この世界遺産は世界遺産登録基準のうち、以下の条件を満たし、登録された（以下の基準は世界遺産センター公表の登録基準からの翻訳、引用である）。
- (5) ある文化（または複数の文化）を代表する伝統的集落、あるいは陸上ないし海上利用の際立った例。もしくは特に不可逆的な変化の中で存続が危ぶまれている人と環境の関わりあいの際立った例。